# Vencimont
Vencimont (vɛnsimɔ̃) (en wallon Vencîmont) est une section de la commune belge de Gedinne située en Wallonie dans la province de Namur.
C'était une commune à part entière avant la fusion des communes de 1977.

## Géographie
Le village ardennais, traversé par la Houille, est borné au nord par Felenne et Vonêche, à l’est par Malvoisin, au sud par Sart-Custinne et à l’ouest par Bourseigne-Neuve. 

## Évolution démographique
- Source: DGS, 1831 à 1970=recensements population, 1976= habitants au 31 décembre

## Histoire

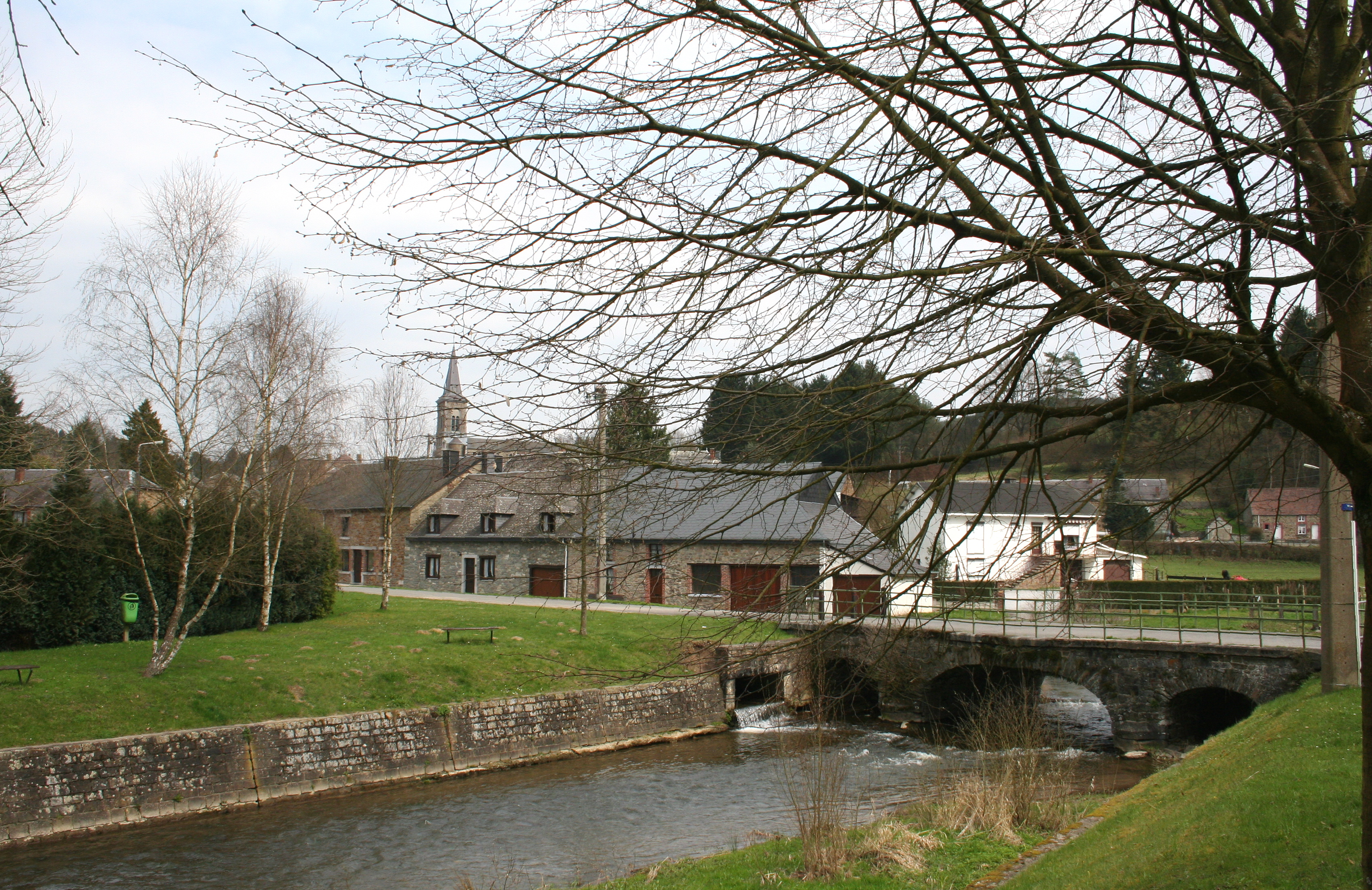
La Houille traversant Vencimont.

Vencimont a été donné par un membre de la famille de Rumigny-Florennes avant 1180, date à laquelle le pape Alexandre confirme les possessions du monastère. L’avouerie passe bientôt dans la maison de Hierges à la suite du mariage de Yolende de Rumigny avec Henri, sire de Hierges.
Le 24 avril 1248, leur petit-fils, Gilles, reconnaît par une charte que les bois du lieu sont la propriété de l’abbaye de Florennes, que les manants y jouissent de droits d’usage et que lui-même profite du tiers des amendes.
Le fief de Vencimont dépend de la cour féodale de Surice, et ce, jusqu’à la fin de l’Ancien Régime.
Par la suite, ce territoire passe aux Jauche en 1262, aux Berlaymont, seigneurs de Bauraing, en 1450. Situé aux portes de la France, le village sera souvent ravagé.
Les habitants ont toujours vécu de la forêt très étendue ainsi que de l’agriculture et de l’élevage.
En 1830, la commune comptait 547 habitants (268 hommes et 279 femmes) répartis dans 108 maisons dont les ¾ sont construites en bois et argile et couvertes de chaume. Il y avait dans le village 41 chevaux, 12 poulains, 115 bovins, 24 porcs et 4 chèvres.
Le village comptait 372 habitants à la veille de la fusion de communes.

## Économie
Un village de vacances et l'Horeca sont les deux moteurs de l'économie du village.